# Associazione Calcio Savoia 1908 2013-2014
Questa voce raccoglie le informazioni riguardanti l'Associazione Calcio Savoia 1908 nelle competizioni ufficiali della stagione 2013-2014.

## Stagione
La stagione 2013-2014 è stata la 91ª stagione sportiva del Savoia, la 30ª in un campionato di 5º livello, la 18ª in un campionato di Serie D. Il club in questa stagione ha partecipato per la 9ª volta alla Coppa Italia.
Il 21 novembre il club ha compiuto 105 anni di attività.
Si è concluso il ciclo della vecchia dirigenza che rifondò il club nel 2010, e della cordata avellinese, capeggiata da Contino, che nello scorso campionato possedeva il 70% del pacchetto azionario.

La presente stagione registra il rinnovo totale degli organici del club, a cominciare dal massimo dirigente. Il nuovo presidente è Lazzaro Luce, che possiede l'intero pacchetto azionario del club oplontino. Nuovo anche l'allenatore, Vincenzo Feola, il cui secondo è Pasquale Suppa che ha trascorsi in Serie A come calciatore. Il nuovo direttore sportivo è Antonio Simonetti, ex ds di Juve Stabia, Cavese e Gladiator. Il 22 gennaio Francesco Maglione riceve l'incarico di Direttore Generale. Per il nuovo D.G., il quale è stato anche nei quadri dirigenziali del Bologna in serie A, si tratta di un ritorno al sodalizio oplontino, essendo tra gli artefici della promozione in Serie B del 1999-2000, in cui ebbe lo stesso incarico. Il 22 aprile, a promozione acquisita matematicamente, il D.S. Simonetti rescinde consensualmente il rapporto di lavoro con il club biancoscudato, in quanto il regolamento della lega Pro prevede che tali dirigenti siano iscritti all'albo di categoria, quindi l'amministratore unico Quirico Manca dà pieni poteri a Francesco Maglione.

Il ritiro precampionato è stato svolto a Fara San Martino in Provincia di Chieti, dal 29 luglio al 12 agosto. Durante questo periodo, il Savoia ha preso parte al primo turno di Coppa Italia, il 6 agosto ha infatti giocato contro il Gubbio perdendo per 3-0. Incontri amichevoli sono stati disputati il 3 agosto contro il Guardiagrele, club di Eccellenza Abruzzese, il 10 agosto contro il Fara San Martino, club di Promozione Abruzzese e il 12 agosto contro l'Equipe Campania (7-1), team campano dei senza contratto. Il 18 agosto c'è stato l'esordio casalingo ufficiale, con un'amichevole disputata al Giraud contro il Sorrento (2-3), club di Lega Pro Seconda Divisione. Nel corso della stagione è stata disputata un'altra amichevole, il 29 marzo, contro il Gelbison di Vallo della Lucania, finita 5-2 per gli oplontini.

Il 22 agosto allo Stadio Giraud, alla presenza di 4000 spettatori c'è stata la presentazione ufficiale della squadra, durante la quale è stato ricordato Giovanni Giraud, ex biancoscudato scomparso nel mese di maggio.

La stagione ufficiale, iniziata il 6 agosto con la disputa del primo turno di Coppa Italia, vede, in campionato, l'esordio casalingo il 1º settembre contro il Torrecuso, in cui il Savoia vince per 5-0, un risultato che alla prima giornata non si vedeva da decenni.

Il 7 settembre, in occasione del 120º anniversario della fondazione del Genoa, il presidente Luce ha inviato un messaggio di auguri alla società ligure. In occasione della trasferta del 24 febbraio dei grifoni in casa del Napoli, i rappresentanti dei due club si sono incontrati prima di tale gara. Per il Genoa erano presenti Alberto Gilardino e Gian Piero Gasperini, per il Savoia Francesco Scarpa e il dirigente Mario Luce. Ai liguri è stata donata una maglia del club che sarà esposta nel museo del Genoa, mentre Gilardino ha donato la sua maglia numero 11.

La gara casalinga disputata contro l'Akragas, vinta 3-0, fu trasmessa su Rai Sport 1. L'11 settembre inizia l'avventura dei bianchi nella Coppa Italia di categoria, affrontando e battendo per due a zero il Matera. Ai sedicesimi di finale, il Savoia ospita il Marcianise leader del girone H. La partita si svolge in serale e vede la vittoria dei bianchi dopo la lotteria dei rigori. La vittoria casalinga sull'Hinterreggio per 1-0 del 20 ottobre 2013, rappresenta il nuovo record societario di otto vittorie iniziali consecutive. La prima sconfitta in campionato arriva il 27 ottobre in casa del Noto, a cui fanno seguito altre tre vittorie.

Il 7 novembre un avvenimento sconquassa l'ambiente oplontino: viene arrestato il presidente Lazzaro Luce, con l'accusa di concussione e concorso esterno in associazione a delinquere.

La squadra continua a vincere (1-0 a Battipaglia e 6-1 in casa col Ragusa); tuttavia due sconfitte consecutive, 2-1 contro il Pomigliano in Coppa Italia e l'1-0 rimediato in casa della Nuova Gioiese sanciscono rispettivamente l'uscita dalla Coppa Italia di serie D e l'aggancio da parte dell'Akragas in testa alla classifica. Ma già dalla giornata successiva, la 14ª, il Savoia stacca nuovamente i siciliani attestandosi solitario in vetta battendo per 4-1 il Montalto.

Il 10 dicembre, Filippo Tiscione si svincola dal club per problemi familiari per poi essere reintegrato dalla società dopo la richiesta di quest'ultimo.

Il 15 dicembre, con la vittoria sul Due Torri per 4-1 e la concomitante sconfitta dell'Akragas, il Savoia si laurea campione d'inverno con una giornata d'anticipo. I biancoscudati arrivano allo scontro diretto giocato all'Esseneto con tre punti di vantaggio, da cui esce con uno 0-0 che gli permette di tenere la vetta solitaria. Fino alla 32ª giornata il Savoia vince in casa e pareggia in trasferta, eccezion fatta per la trasferta di Ragusa vinta a tavolino per la radiazione federale subita dai siciliani in gennaio.

Il vantaggio sull'Akragas arriva fino a +12 maturato alla 32ª giornata che sancisce, con la vittoria per 7-2 sul Licata, il ritorno dei biancoscudati nel calcio professionistico. Nello stesso incontro la rete del temporaneo 6-2, segnata da Francesco Scarpa, rappresenta il nuovo record assoluto del club, per quanto concerne le reti segnate in un singolo campionato, che resisteva da 60 anni. Precedentemente infatti nella stagione 1953-1954 furono realizzate 81 segnature.
Il 4 maggio, con la vittoria per 1-0 sul Città di Messina, il Savoia stabilisce ed eguaglia diversi record: centra la diciassettesima vittoria in casa in campionato su altrettanti incontri, piazzandosi al secondo posto in Europa dietro la Juventus (18 vittorie) e davanti al Bayern Monaco (14), il primato delle reti segnate (86), mentre eguaglia il record di punti in un singolo torneo (82) e il numero di vittorie (25) stabiliti appena tre anni prima e il minimo dei punti persi in casa (0) che risaliva al 1933. Il Giraud si conferma una roccaforte, tant'è che in casa i biancoscudati non perdono mai e realizzano ben 54 reti, record condiviso con la Cavese.
La puole scudetto, che vede di fronte al Savoia il Matera e la Lupa Roma (rispettivamente campioni del girone H e G) non sorride ai biancoscudati che, dopo lo zero a zero casalingo contro i lucani e la sconfitta per due a uno contro i capitolini, abbandonano anzitempo il torneo.

## Divise e sponsor

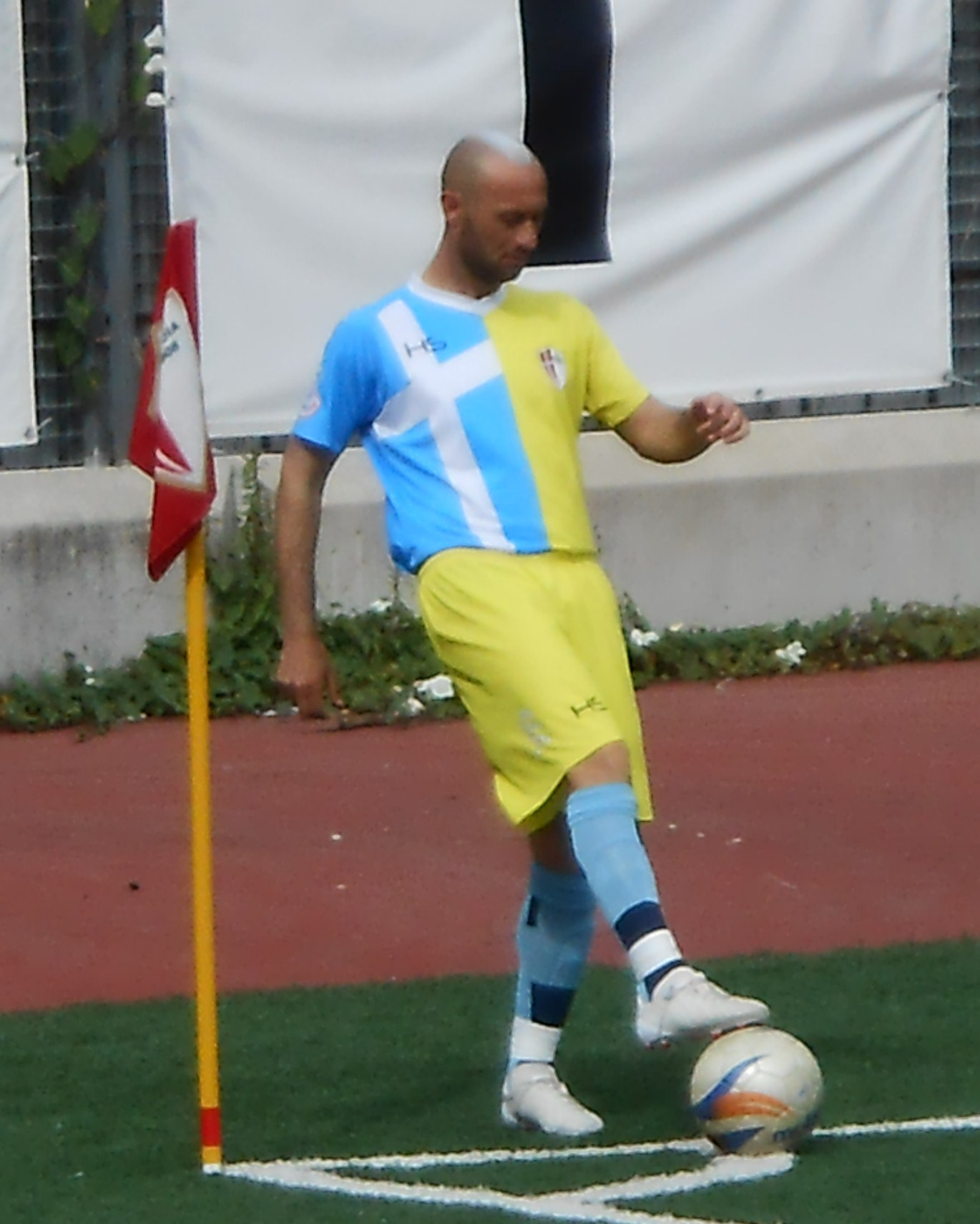
Carotenuto con la 3ª divisa, autore di 7 gol stagionali.

Lo sponsor tecnico per la stagione 2013-2014 è HS Football, che sostituisce dopo 12 anni la Legea. In questa stagione sulla casacca non figura nessuno sponsor ufficiale.

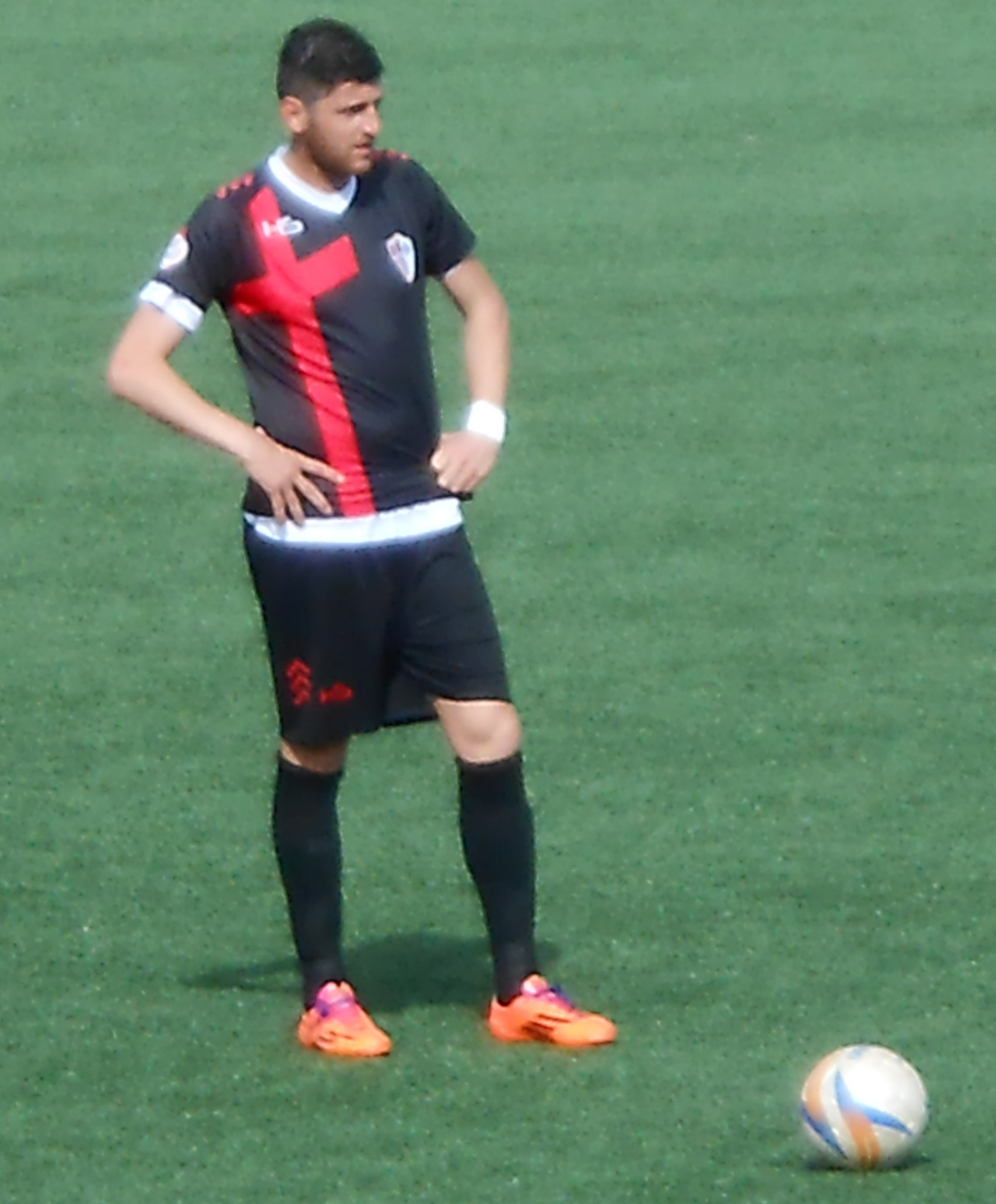
Stendardo con la 2ª divisa.

La divisa principale è costituita dalla classica livrea completamente bianca, ma la novità della stagione è che nella metà destra della casacca, per l'intera lunghezza, è rappresentato l'emblema del club, lo scudo sabaudo rosso con la croce bianca. La divisa da trasferta ha la casacca nera, su cui è rappresentata la sola croce di colore rosso, nella stessa identica posizione della prima divisa. I calzoncini sono bianchi e i calzettoni neri. La terza divisa, completamente gialla, compresi calzoncini e calzettoni, ha lo scudo sabaudo in azzurro e la croce bianca. I colori della terza maglia, come spiegato dalla società, rappresentano il sole e il mare, entrambi elementi che contraddistinguono la città di Torre Annunziata. I calzoncini neri sono stati usati sia con la prima che con la seconda divisa, mentre i calzettoni neri sono stati usati anche con la prima e la terza livrea.

Il portiere ha sfoggiato un po' tutte le casacche societarie, anche se per buona parte del campionato ha indossato i colori della terza divisa, indossata in alcune occasioni con calzettoni di colore bianco. In talune occasioni ha vestito sia la prima che la quinta divisa, quest'ultima vestita anche con calzoncini e calzettoni gialli. Se si esclude una livrea completamente rossa, le rimanenti combinazioni hanno visto il portiere vestire sia una maglia gialla che una maglia grigia.
| Manica sinistra · Maglietta · Maglietta · Manica destra · Pantaloncini · Calzettoni |
| Casa                                                                                |

| Manica sinistra · Maglietta · Maglietta · Manica destra · Pantaloncini · Calzettoni |
| Trasferta                                                                           |

| Manica sinistra · Maglietta · Maglietta · Manica destra · Pantaloncini · Calzettoni |
| Terza divisa                                                                        |

| Manica sinistra · Maglietta · Maglietta · Manica destra · Pantaloncini · Calzettoni |
| Quarta divisa                                                                       |

| Manica sinistra · Maglietta · Maglietta · Manica destra · Pantaloncini · Calzettoni |
| Quinta divisa                                                                       |

| Manica sinistra · Maglietta · Maglietta · Manica destra · Pantaloncini · Calzettoni |
| 1ª divisa portiere                                                                  |

| Manica sinistra · Maglietta · Maglietta · Manica destra · Pantaloncini · Calzettoni |
| 2ª divisa portiere                                                                  |

| Manica sinistra · Maglietta · Maglietta · Manica destra · Pantaloncini · Calzettoni |
| 3ª divisa portiere                                                                  |

| Manica sinistra · Maglietta · Maglietta · Manica destra · Pantaloncini · Calzettoni |
| 4ª divisa portiere                                                                  |

## Organigramma societario
Area direttiva
- Presidente:  Lazzaro Luce
- Vice presidente: Gianluca Marciano, Orlando Santaniello
- Amministratore: Quirico Manca
- Direttore generale: Francesco Maglione

Area organizzativa
- Segretario generale: Giuseppe Tammaro
- Coordinamento Segreteria e Rapporti Lega: Dino Marciano
- Team manager: Nicola Armonia[73]

Area comunicazione
- Responsabile & Media Relations: Rodolfo Nastro
- Web e New Media: Enzo Santoro
- Web TV: Antonio Picco

Area marketing
- Ufficio marketing:

Area tecnica
- Direttore sportivo: Antonio Simonetti
- Allenatore: Vincenzo Feola
- Allenatore in seconda: Pasquale Suppa[73]
- Collaboratore tecnico:
- Preparatore/i atletico/i: Prof. Armando Fucci[73]
- Preparatore dei portieri: Roberto Ammendola[73]
- Magazzinieri: Giuseppe Crisci, Lucio Crisci

Area sanitaria
- Responsabile sanitario:
- Medici sociali:
- Massaggiatori: Michele Caso

## Rosa
| N. |                   | Ruolo | Calciatore          |
| -- | ----------------- | ----- | ------------------- |
|    | Italia (bandiera) | P     | Luca Falco          |
|    | Italia (bandiera) | P     | Luigi Maiellaro     |
|    | Italia (bandiera) | P     | Vincenzo Mosca      |
|    | Italia (bandiera) | P     | Francesco Rinaldi   |
|    | Italia (bandiera) | D     | Antonio Arpino      |
|    | Italia (bandiera) | D     | Emilio Criscuolo    |
|    | Italia (bandiera) | D     | Luigi Manzo         |
|    | Italia (bandiera) | D     | Angelo Mocerino     |
|    | Italia (bandiera) | D     | Luigi Panariello    |
|    | Italia (bandiera) | D     | Simone Petricciuolo |
|    | Italia (bandiera) | D     | Mariano Stendardo   |
|    | Italia (bandiera) | D     | Mario Terracciano   |
|    | Italia (bandiera) | D     | Luca Viglietti      |
|    | Italia (bandiera) | D     | Giovanni Viscovo    |

| N. |                   | Ruolo | Calciatore                          |
| -- | ----------------- | ----- | ----------------------------------- |
|    | Italia (bandiera) | C     | Vincenzo De Liguori (vice capitano) |
|    | Italia (bandiera) | C     | Andrea Di Pietro                    |
|    | Italia (bandiera) | C     | Gianluca Esposito                   |
|    | Italia (bandiera) | C     | Alessio Gargiulo                    |
|    | Ghana (bandiera)  | C     | David Johnson Yeboah                |
|    | Italia (bandiera) | C     | Fabio Longo                         |
|    | Italia (bandiera) | C     | Giovanni Ruscio                     |
|    | Italia (bandiera) | C     | Francesco Scarpa (capitano)         |
|    | Italia (bandiera) | A     | Giovanni Bizzarro                   |
|    | Italia (bandiera) | A     | Pasquale Carotenuto                 |
|    | Italia (bandiera) | A     | Antonio Del Sorbo                   |
|    | Italia (bandiera) | A     | Francesco Guida                     |
|    | Italia (bandiera) | A     | Giuseppe Meloni                     |
|    | Italia (bandiera) | A     | Filippo Tiscione                    |

## Calciomercato

### Sessione estiva(dall'1/07 al 02/09)
| Acquisti | Acquisti            | Acquisti      | Acquisti   |
| R.       | Nome                | da            | Modalità   |
| -------- | ------------------- | ------------- | ---------- |
| P        | Luca Falco          | Formia        | definitivo |
| P        | Luigi Maiellaro     | Gladiator     | definitivo |
| P        | Francesco Rinaldi   | Monteruscello | definitivo |
| D        | Emilio Criscuolo    | Gladiator     | definitivo |
| D        | Luigi Manzo         | Gelbison      | definitivo |
| D        | Angelo Mocerino     | Gladiator     | definitivo |
| D        | Luigi Panariello    | Gladiator     | definitivo |
| D        | Simone Petricciuolo | Roma          | prestito   |
| D        | Mariano Stendardo   | Treviso       | definitivo |
| D        | Mario Terracciano   | Gladiator     | definitivo |
| D        | Luca Viglietti      | Gladiator     | definitivo |
| D        | Giovanni Viscovo    | San Giorgio   | definitivo |
| C        | Vincenzo De Liguori | Nocerina      | definitivo |
| C        | Andrea Di Pietro    | Gladiator     | definitivo |
| C        | Gianluca Esposito   | San Giorgio   | definitivo |
| C        | Alessio Gargiulo    | Juve Stabia   | definitivo |
| C        | Fabio Longo         | Gladiator     | definitivo |
| C        | Giovanni Ruscio     | Casertana     | definitivo |
| C        | Francesco Scarpa    | Paganese      | definitivo |
| A        | Giovanni Bizzarro   | Gladiator     | definitivo |
| A        | Pasquale Carotenuto | Torrecuso     | definitivo |
| A        | Antonio Del Sorbo   | Gladiator     | definitivo |
| A        | Giuseppe Meloni     | Torres        | definitivo |
| A        | Filippo Tiscione    | FC Messina    | definitivo |

| Cessioni | Cessioni                 | Cessioni             | Cessioni      |
| R.       | Nome                     | a                    | Modalità      |
| -------- | ------------------------ | -------------------- | ------------- |
| D        | Sabato Catalano          | Bellaria Igea Marina | definitivo    |
| D        | Fabrizio Falanga         | Avellino             | fine prestito |
| D        | Antonio Guarro           | Agropoli             | definitivo    |
| D        | Francesco Lettieri       |                      | svincolato    |
| D        | Domenico Pallonetto      | Sarnese              | definitivo    |
| D        | Francesco Salvatore      | Angri                | definitivo    |
| D        | Pierluigi Scudieri       | Manfredonia          | definitivo    |
| C        | Filippo Viscido          | Licata               | definitivo    |
| A        | Ivan Arciello            | Avellino             | fine prestito |
| A        | Antonio Malafronte       | Milazzo              | fine prestito |
| A        | Salvatore Manfrellotti   | Cosenza              | definitivo    |
| A        | Fabio Padulano           | Chievo               | definitivo    |
| A        | Giuseppe Savarese        | Sarnese              | definitivo    |
| A        | Jesus Sebastian Vicentin | Aversa Normanna      | definitivo    |

### Sessione invernale(dal 02/12 al 17/12)
| Acquisti | Acquisti             | Acquisti    | Acquisti   |
| R.       | Nome                 | da          | Modalità   |
| -------- | -------------------- | ----------- | ---------- |
| P        | Vincenzo Mosca       | Bastia      | definitivo |
| D        | Antonio Arpino       | Juve Stabia | prestito   |
| C        | David Johnson Yeboah | svincolato  | definitivo |

| Cessioni | Cessioni | Cessioni | Cessioni |
| R.       | Nome     | a        | Modalità |
| -------- | -------- | -------- | -------- |
|          |          |          |          |

## Risultati

### Serie D

#### Girone di andata
| Arbitro: | De Tullio (Bari) |

|                                                    |           |  |
| Meloni 9’, 27’, 42’ Scarpa 23’ (rig.) Tiscione 68’ | Marcatori |  |

| Arbitro: | Schirru (Nichelino) |

|                 |           |                                                              |
| Leta 28’ (rig.) | Marcatori | 29’ Carotenuto 33’ (rig.), 44’ Scarpa 68’ Tiscione 76’ Longo |

| Arbitro: | D'Apice (Arezzo) |

|                            |           |  |
| Meloni 18’, 78’ Scarpa 25’ | Marcatori |  |

| Arbitro: | Provesi (Treviglio) |

|  |           |                          |
|  | Marcatori | 52’ Meloni 76’ Del Sorbo |

| Arbitro: | Di Stefano (Brindisi) |

|            |           |                                |
| Vitale 23’ | Marcatori | 11’ Carotenuto 31’, 41’ Meloni |

| Arbitro: | Fourneau (Roma) |

|                                 |           |                    |
| Scarpa 71’ (rig.) Viglietti 77’ | Marcatori | 29’ (rig.) De Rosa |

| Arbitro: | Sprezzola (Mestre) |

|              |           |                        |
| Frisenda 20’ | Marcatori | 58’, 60’ (rig.) Scarpa |

| Arbitro: | Colosimo (Torino) |

|               |           |  |
| Del Sorbo 70’ | Marcatori |  |

| Arbitro: | De Angelis (Abbiategrasso) |

|                           |           |                |
| Saani 8’ Scapellato 90+3’ | Marcatori | 31’ De Liguori |

| Arbitro: | Paterna (Teramo) |

|                         |           |  |
| Meloni 15’ Tiscione 56’ | Marcatori |  |

| Arbitro: | Massimi (Termoli) |

|  |           |              |
|  | Marcatori | 29’ Esposito |

| Arbitro: | Mantelli (Brescia) |

|                                                    |           |         |
| Stendardo 21’, 86’ Meloni 22’, 30’, 65’ Scarpa 35’ | Marcatori | 2’ Alma |

| Arbitro: | Mei (Pesaro) |

|                     |           |  |
| Crucitti 87’ (rig.) | Marcatori |  |

| Arbitro: | Andreini (Forlì) |

|                                                     |           |                |
| Del Sorbo 2’ De Liguori 28’ Tiscione 58’ Scarpa 66’ | Marcatori | 12’ Piemontese |

| Arbitro: | Minotti (Roma2) |

|  |           |                   |
|  | Marcatori | 45+1’, 73’ Scarpa |

| Arbitro: | Vingo (Pisa) |

|                                             |           |                |
| Del Sorbo 1’, 26’ Scarpa 50’ Carotenuto 68’ | Marcatori | 75’ Bica Bidan |

| Arbitro: | Viotti (Tivoli) |

|                     |           |                                         |
| Vella 12’, 32’, 48’ | Marcatori | 55’ Scarpa 82’ Bizzarro 90+5’ Di Pietro |

#### Girone di ritorno
| Arbitro: | Moraglia (Venosa) |

|             |           |                                |
| Zerillo 60’ | Marcatori | 20’ Carotenuto 82’ Terracciano |

| Arbitro: | Fiorini (Frosinone) |

|                  |           |  |
| Scarpa 4’ (rig.) | Marcatori |  |

| Agrigento 19 gennaio 2014, ore 14:30 CET 20ª giornata | Akragas           | 0 – 0 referto | Savoia | Stadio Esseneto (5 000 spett.)\| Arbitro: \| Amabile (Vicenza) \| |
| Arbitro:                                              | Amabile (Vicenza) |               |        |                                                                   |

| Arbitro: | Mazzei (Brindisi) |

|                                                    |           |  |
| Del Sorbo 38’ Esposito 40’ Tiscione 80’ Meloni 83’ | Marcatori |  |

| Arbitro: | Detta (Mantova) |

|                 |           |  |
| Terracciano 82’ | Marcatori |  |

| Arbitro: | Massimi (Termoli) |

|                                               |           |                                           |
| Palumbo 38’ Panariello 46’ (aut.) Contino 51’ | Marcatori | 78’ (rig.), 86’ Scarpa 90+4’ Petricciuolo |

| Arbitro: | Serani (Foligno) |

|                               |           |              |
| Scarpa 22’ Del Sorbo 59’, 61’ | Marcatori | 42’ Frisenda |

| Arbitro: | Maggioni (Lecco) |

|              |           |            |
| Lavrendi 12’ | Marcatori | 78’ Meloni |

| Arbitro: | Liguori (Bergamo) |

|                             |           |               |
| Longo 24’, 58’ Tiscione 65’ | Marcatori | 66’ Mandarano |

| Arbitro: | Pietropaolo (Modena) |

|             |           |            |
| Pollina 52’ | Marcatori | 84’ Meloni |

| Arbitro: | Sassoli (Arezzo) |

|                                                      |           |                   |
| Scarpa 9’ Tiscione 21’ Carotenuto 26’, 31’ Longo 91’ | Marcatori | 87’ (rig.) Olcese |

| Ragusa 30 marzo 2014, ore 15:00 CEST 29ª giornata | Ragusa | 0 – 3 (a tavolino) | Savoia | Stadio Aldo Campo |

| Arbitro: | Zingarelli (Siena) |

|                             |           |          |
| Scarpa 29’ De Liguori 45+1’ | Marcatori | 7’ Pascu |

| Arbitro: | Colosimo (Torino) |

|                |           |            |
| Piemontese 57’ | Marcatori | 29’ Scarpa |

| Arbitro: | Marchetti (Ostia Lido) |

|                                                                      |           |                         |
| Scarpa 3’, 61’, 73’ Meloni 22’ Carotenuto 33’ Tiscione 53’ Longo 82’ | Marcatori | 64’ Sciortino 84’ Zarbo |

| Arbitro: | Sozza (Seregno) |

|                      |           |                      |
| Guido 67’ Butera 68’ | Marcatori | 26’ Longo 62’ Scarpa |

| Arbitro: | Scarpini (Arezzo) |

|               |           |  |
| Del Sorbo 82’ | Marcatori |  |

#### Poule Scudetto
| Torre Annunziata 11 maggio 2014, ore 16:00 CEST Triangolare 3 - 1ª giornata | Savoia          | 0 – 0 referto | Matera | Stadio Alfredo Giraud (4 000 spett.)\| Arbitro: \| Oggioni (Monza) \| |
| Arbitro:                                                                    | Oggioni (Monza) |               |        |                                                                       |

| Arbitro: | Vingo (Pisa) |

|                                   |           |          |
| Tajarol 80’ (rig.) Capodaglio 84’ | Marcatori | 7’ Manzo |

### Coppa Italia
| Arbitro: | Oliveri (Palermo) |

|                                               |           |  |
| Falconieri 37’ Caccavallo 47’ Sandomenico 80’ | Marcatori |  |

### Coppa Italia Serie D
| Arbitro: | Palermo (Bari) |

|                        |           |  |
| Longo 59’ Esposito 75’ | Marcatori |  |

| Arbitro: | Volpi (Arezzo) |

|                                              |                      |                                                  |
| Del Sorbo 63’ Meloni 89’                     | Marcatori            | 35’ Tenneriello 68’ (aut.) Mocerino              |
| Del Sorbo Tiscione Terracciano Meloni Scarpa | Tiri di rigore 4 – 3 | Temponi Ciano Allegretta Mastroianni Tenneriello |

| Arbitro: | Rossi (Novara) |

|                                    |           |                      |
| Panico 66’ (rig.) Manfrellotti 78’ | Marcatori | 39’ (rig.) Del Sorbo |

## Statistiche

### Statistiche di squadra
| Competizione         | Punti | In casa | In casa | In casa | In casa | In casa | In casa | In trasferta | In trasferta | In trasferta | In trasferta | In trasferta | In trasferta | Totale | Totale | Totale | Totale | Totale | Totale | DR  |
| Competizione         | Punti | G       | V       | N       | P       | Gf      | Gs      | G            | V            | N            | P            | Gf           | Gs           | G      | V      | N      | P      | Gf     | Gs     | DR  |
| -------------------- | ----- | ------- | ------- | ------- | ------- | ------- | ------- | ------------ | ------------ | ------------ | ------------ | ------------ | ------------ | ------ | ------ | ------ | ------ | ------ | ------ | --- |
| Serie D              | 82    | 17      | 17      | 0       | 0       | 54      | 10      | 17           | 8            | 7            | 2            | 32           | 18           | 34     | 25     | 7      | 2      | 86     | 28     | +58 |
| Poule Scudetto       | 1     | 1       | 0       | 1       | 0       | 0       | 0       | 1            | 0            | 0            | 1            | 1            | 2            | 2      | 0      | 1      | 1      | 1      | 2      | -1  |
| Coppa Italia         | -     | 0       | 0       | 0       | 0       | 0       | 0       | 1            | 0            | 0            | 1            | 0            | 3            | 1      | 0      | 0      | 1      | 0      | 3      | -3  |
| Coppa Italia Serie D | -     | 2       | 1       | 1       | 0       | 4       | 2       | 1            | 0            | 0            | 1            | 1            | 2            | 3      | 1      | 1      | 1      | 5      | 4      | +1  |
| Totale               | 83    | 20      | 18      | 2       | 0       | 58      | 12      | 20           | 8            | 7            | 5            | 34           | 25           | 40     | 26     | 9      | 5      | 92     | 37     | +55 |

### Andamento in campionato
| Giornata  | 1 | 2 | 3 | 4 | 5 | 6 | 7 | 8 | 9 | 10 | 11 | 12 | 13 | 14 | 15 | 16 | 17 | 18 | 19 | 20 | 21 | 22 | 23 | 24 | 25 | 26 | 27 | 28 | 29 | 30 | 31 | 32 | 33 | 34 |
| --------- | - | - | - | - | - | - | - | - | - | -- | -- | -- | -- | -- | -- | -- | -- | -- | -- | -- | -- | -- | -- | -- | -- | -- | -- | -- | -- | -- | -- | -- | -- | -- |
| Luogo     | C | T | C | T | T | C | T | C | T | C  | T  | C  | T  | C  | T  | C  | T  | T  | C  | T  | C  | C  | T  | C  | T  | C  | T  | C  | T  | C  | T  | C  | T  | C  |
| Risultato | V | V | V | V | V | V | V | V | P | V  | V  | V  | P  | V  | V  | V  | N  | V  | V  | N  | V  | V  | N  | V  | N  | V  | N  | V  | V  | V  | N  | V  | N  | V  |
| Posizione | 1 | 1 | 1 | 1 | 1 | 1 | 1 | 1 | 1 | 1  | 1  | 1  | 1  | 1  | 1  | 1  | 1  | 1  | 1  | 1  | 1  | 1  | 1  | 1  | 1  | 1  | 1  | 1  | 1  | 1  | 1  | 1  | 1  | 1  |

Legenda:

Luogo: C = Casa; T = Trasferta. Risultato: V = Vittoria; N = Pareggio; P = Sconfitta.

### Statistiche dei giocatori
| Giocatore       | Serie D  | Serie D | Serie D     | Serie D    | Poule Scudetto | Poule Scudetto | Poule Scudetto | Poule Scudetto | Coppa Italia | Coppa Italia | Coppa Italia | Coppa Italia | Coppa Italia Serie D | Coppa Italia Serie D | Coppa Italia Serie D | Coppa Italia Serie D | Totale   | Totale | Totale      | Totale     |
| Giocatore       | Presenze | Reti    | Ammonizioni | Espulsioni | Presenze       | Reti           | Ammonizioni    | Espulsioni     | Presenze     | Reti         | Ammonizioni  | Espulsioni   | Presenze             | Reti                 | Ammonizioni          | Espulsioni           | Presenze | Reti   | Ammonizioni | Espulsioni |
| --------------- | -------- | ------- | ----------- | ---------- | -------------- | -------------- | -------------- | -------------- | ------------ | ------------ | ------------ | ------------ | -------------------- | -------------------- | -------------------- | -------------------- | -------- | ------ | ----------- | ---------- |
| A. Arpino       | 1        | 0       | 0           | 0          | 0              | 0              | 0              | 0              | -            | -            | -            | -            | -                    | -                    | -                    | -                    | 1        | 0      | 0           | 0          |
| G. Bizzarro     | 10       | 1       | 1           | 0          | 0              | 0              | 0              | 0              | 1            | 0            | 0            | 0            | 3                    | 0                    | 1                    | 0                    | 14       | 1      | 2           | 0          |
| P. Carotenuto   | 20       | 7       | 1           | 1          | 0              | 0              | 0              | 0              | 0            | 0            | 0            | 0            | 1                    | 0                    | 0                    | 0                    | 21       | 7      | 1           | 1          |
| E. Criscuolo    | 16       | 0       | 0           | 0          | 0              | 0              | 0              | 0              | 1            | 0            | 0            | 0            | 2                    | 0                    | 0                    | 0                    | 19       | 0      | 0           | 0          |
| V. De Liguori   | 27       | 3       | 3           | 0          | 2              | 0              | 0              | 0              | 1            | 0            | 0            | 0            | 0                    | 0                    | 0                    | 0                    | 30       | 3      | 3           | 0          |
| A. Del Sorbo    | 28       | 9       | 3           | 0          | 2              | 0              | 0              | 0              | 1            | 0            | 0            | 0            | 3                    | 2                    | 1                    | 0                    | 34       | 11     | 4           | 0          |
| A. Di Pietro    | 18       | 1       | 2           | 0          | 1              | 0              | 0              | 0              | 0            | 0            | 0            | 0            | 3                    | 0                    | 1                    | 1                    | 22       | 1      | 3           | 1          |
| G. Esposito     | 13       | 2       | 0           | 0          | 2              | 0              | 0              | 0              | 0            | 0            | 0            | 0            | 2                    | 1                    | 0                    | 0                    | 17       | 3      | 0           | 0          |
| L. Falco        | 0        | 0       | 0           | 0          | 0              | 0              | 0              | 0              | 0            | 0            | 0            | 0            | 0                    | 0                    | 0                    | 0                    | 0        | 0      | 0           | 0          |
| A. Gargiulo     | 29       | 0       | 5           | 0          | 0              | 0              | 0              | 0              | 1            | 0            | 0            | 0            | 2                    | 0                    | 0                    | 0                    | 32       | 0      | 5           | 0          |
| F. Guida        | 0        | 0       | 0           | 0          | 0              | 0              | 0              | 0              | 0            | 0            | 0            | 0            | 0                    | 0                    | 0                    | 0                    | 0        | 0      | 0           | 0          |
| D. Yeboah       | 3        | 0       | 0           | 0          | 0              | 0              | 0              | 0              | -            | -            | -            | -            | -                    | -                    | -                    | -                    | 3        | 0      | 0           | 0          |
| F. Longo        | 18       | 6       | 0           | 0          | 2              | 0              | 0              | 0              | 1            | 0            | 0            | 0            | 3                    | 1                    | 0                    | 0                    | 24       | 7      | 0           | 0          |
| L. Maiellaro    | 32       | -26     | 0           | 0          | 2              | -2             | 0              | 0              | 1            | -3           | 0            | 0            | 3                    | -4                   | 1                    | 0                    | 38       | -35    | 1           | 0          |
| L. Manzo        | 17       | 0       | 3           | 0          | 1              | 1              | 0              | 0              | 1            | 0            | 0            | 0            | 2                    | 0                    | 1                    | 0                    | 21       | 1      | 4           | 0          |
| G. Meloni       | 31       | 16      | 3           | 0          | 2              | 0              | 0              | 0              | 1            | 0            | 1            | 0            | 1                    | 1                    | 0                    | 0                    | 35       | 17     | 4           | 0          |
| A. Mocerino     | 6        | 0       | 0           | 0          | 1              | 0              | 1              | 0              | 0            | 0            | 0            | 0            | 3                    | 0                    | 0                    | 0                    | 10       | 0      | 1           | 0          |
| V. Mosca        | 0        | 0       | 0           | 0          | 0              | 0              | 0              | 0              | -            | -            | -            | -            | -                    | -                    | -                    | -                    | 0        | 0      | 0           | 0          |
| L. Panariello   | 13       | 0       | 2           | 0          | 1              | 0              | 0              | 0              | 0            | 0            | 0            | 0            | 2                    | 0                    | 1                    | 0                    | 16       | 0      | 3           | 0          |
| S. Petricciuolo | 28       | 1       | 5           | 0          | 2              | 0              | 0              | 0              | 0            | 0            | 0            | 0            | 1                    | 0                    | 1                    | 0                    | 31       | 1      | 6           | 0          |
| F. Rinaldi      | 1        | -2      | 0           | 0          | 0              | 0              | 0              | 0              | 0            | 0            | 0            | 0            | 0                    | 0                    | 0                    | 0                    | 1        | -2     | 0           | 0          |
| G. Ruscio       | 11       | 0       | 3           | 0          | 2              | 0              | 1              | 0              | 1            | 0            | 0            | 0            | 1                    | 0                    | 0                    | 0                    | 15       | 0      | 4           | 0          |
| F. Scarpa       | 32       | 24      | 6           | 0          | 2              | 0              | 1              | 0              | 1            | 0            | 1            | 0            | 3                    | 0                    | 0                    | 0                    | 38       | 24     | 8           | 0          |
| M. Stendardo    | 31       | 2       | 3           | 1          | 1              | 0              | 0              | 0              | 0            | 0            | 0            | 0            | 2                    | 0                    | 0                    | 0                    | 34       | 2      | 3           | 1          |
| M. Terracciano  | 21       | 2       | 0           | 2          | 2              | 0              | 0              | 0              | 1            | 0            | 0            | 0            | 1                    | 0                    | 1                    | 0                    | 25       | 2      | 1           | 2          |
| F. Tiscione     | 30       | 8       | 8           | 0          | 2              | 0              | 1              | 0              | 1            | 0            | 0            | 0            | 3                    | 0                    | 0                    | 0                    | 36       | 8      | 9           | 0          |
| L. Viglietti    | 21       | 1       | 4           | 0          | 0              | 0              | 0              | 0              | 1            | 0            | 1            | 0            | 0                    | 0                    | 0                    | 0                    | 22       | 1      | 5           | 0          |
| G. Viscovo      | 0        | 0       | 0           | 0          | 0              | 0              | 0              | 0              | 0            | 0            | 0            | 0            | 1                    | 0                    | 0                    | 0                    | 1        | 0      | 0           | 0          |

## Giovanili

### Organigramma
Dal sito ufficiale
Area direttiva
- Responsabile: Gianni Macera[121]

Area tecnica
- Allenatore Juniores: Rosario Chiaiese
- Allenatore Allievi A: Antonio Barbera
- Allenatore Allievi B: Giovanni Esposito
- Allenatore Mini Allievi: Francesco Cuccia
- Allenatore Giovanissimi A: Davide Catapano
- Allenatore Giovanissimi B: Luigi Scarpa

### Piazzamenti
- Juniores Nazionali:
  - Juniores: 3º[122]
- Allievi Regionali:
  - Allievi "A": 2º[123]
  - Allievi "B": 1º[124]
- Giovanissimi Regionali:
  - Giovanissimi "A": 4º[125]
  - Giovanissimi "B": 4º[126]